# 遠江三十三観音霊場

遠江三十三観音霊場が開創された遠江国（赤）

遠江三十三観音霊場（とおとうみさんじゅうさんかんのんれいじょう、英語: Tōtōmi Kannon Pilgrimage）は、観音巡礼の霊場である。静岡県の33か所の札所寺院と6か所の番外寺院により構成される。

## 概要
遠江三十三観音霊場は、かつての令制国である遠江国の東部を巡る霊場である。江戸時代以前に開創された霊場であり、天竜川から大井川までの範囲に33か所の札所寺院と6か所の番外寺院が点在している。観音信仰を背景に民衆の信仰を集めている。かつては秋の彼岸の頃に巡礼するのが一般的であった。札所寺院によって組織された遠江三十三観音霊場保存会は「地域の篤い信仰に護られ支えられながら、四百年の歴史を刻み、維持され続けてきた、素朴な霊場」であると称している。

## 順路

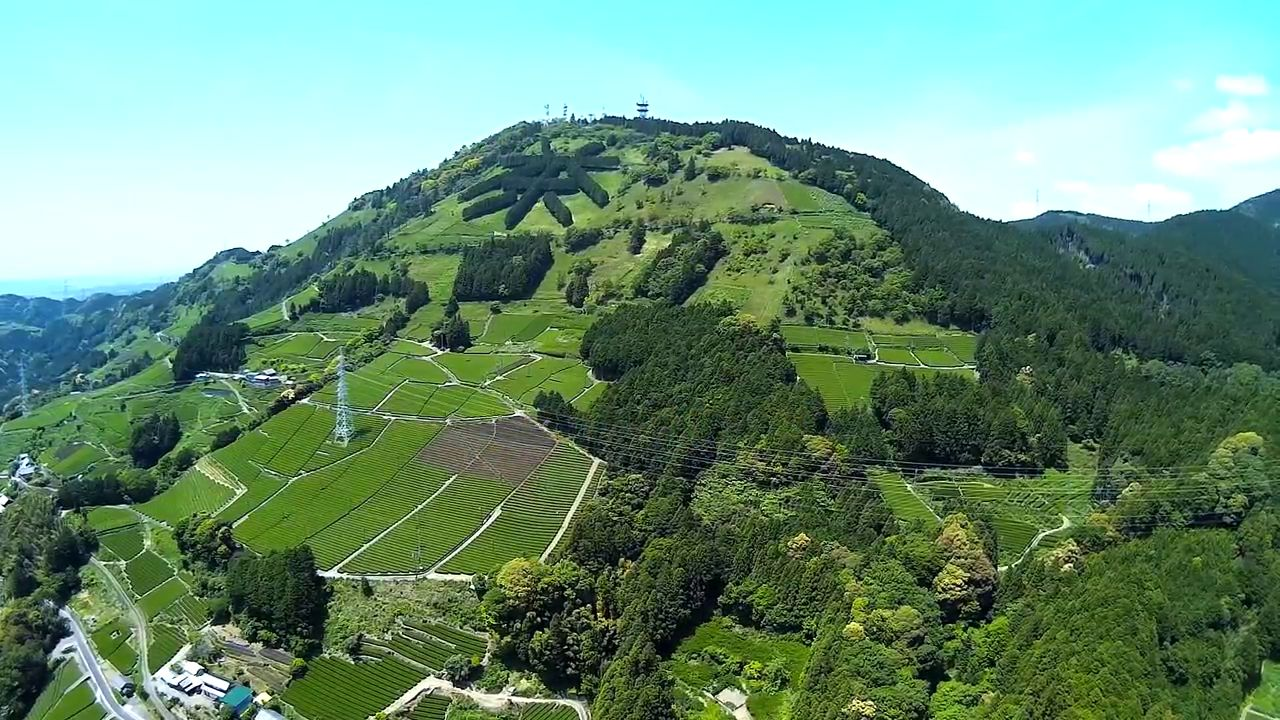
かつて第二十三番札所の観音堂が所在した粟ヶ岳（静岡県掛川市東山）。のちに本尊は常現寺（静岡県掛川市日坂）に遷った

結縁寺（静岡県掛川市結縁寺）を出発し、掛川市、袋井市、磐田市、周智郡森町、島田市、菊川市の各地を巡り、岩井寺（静岡県掛川市岩井寺）にて打ち留めとなる。札所には岩室（静岡県磐田市岩室）、大尾山（静岡県掛川市居尻）、粟ヶ岳（静岡県掛川市東山）といった著名な山岳霊場なども含まれている。
ほとんどの札所は、かつての掛川藩の領内に位置している。江戸時代において他藩の領内を頻繁に出入りするのは巡礼者の手間となることから、そうした負担がかからないよう考慮されているようである。また、順路も掛川城の付近から出発して、最終的に掛川城の近くに戻ってくるコースとなっている。こうした点からみて、当初より計画的に開創されたものと指摘されている。

## 歴史

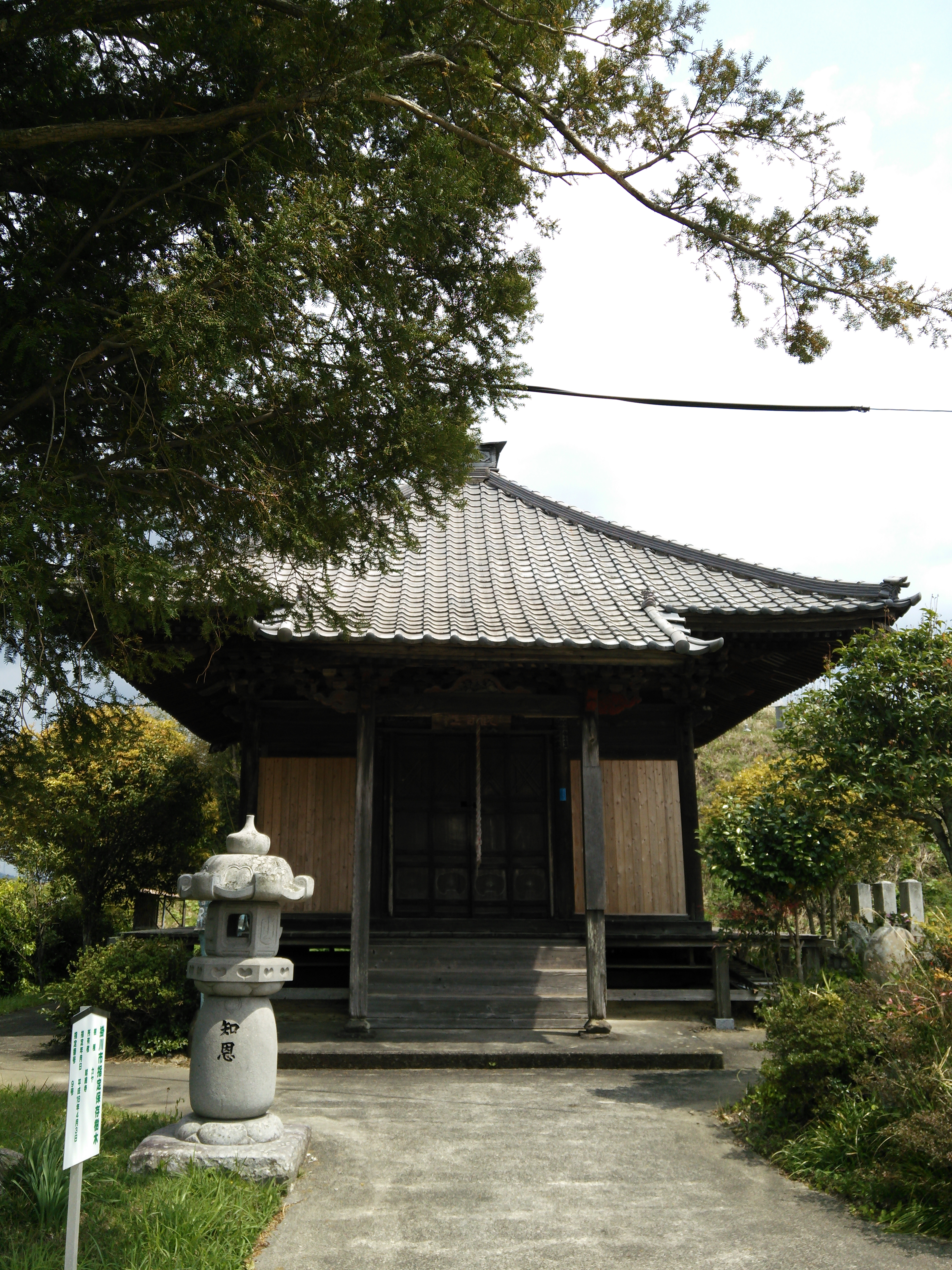
第一番札所の結縁寺（静岡県掛川市結縁寺）

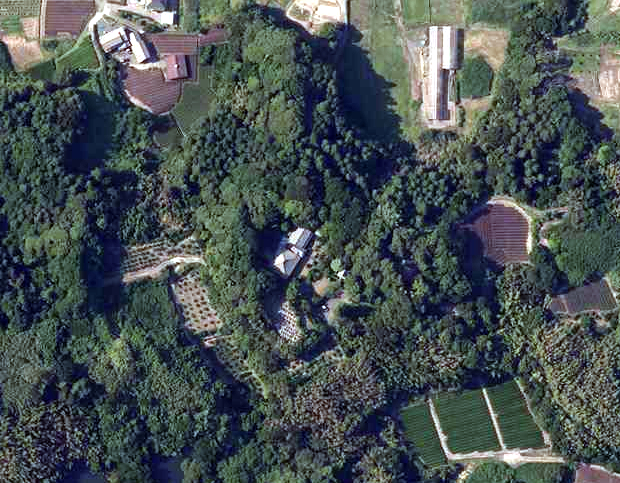
第三十三番札所の岩井寺（静岡県掛川市岩井寺）の航空写真。佐束山の山中に所在する

遠江三十三観音霊場の成立時期については明確になっていない。室町時代中期、文禄年間（1592年～1596年）以前、あるいは、慶安年間（1648年～1652年）以前、といった説もあった。いずれにせよ、江戸時代以前より400年近く維持されてきた霊場である。
もともと畿内を中心に巡る西国三十三所が信仰を集めており、多くの民衆が巡礼に勤しんでいた。しかし、畿内から遠く離れた地に住む者にとって、西国三十三所を巡るのはあまりにも大きな負担がかかるものであった。そこで、西国三十三所を模した霊場が全国各地に誕生していった。遠江三十三観音霊場もその霊場の一つである。
江戸時代の遠江三十三観音霊場の様子を記したものとしては、1845年（旧暦弘化2年8月）に著された『遠江三十三所巡禮記』があり、こちらは関西大学などに収蔵されている。
明治維新を迎えたことで、この地の世情も大きく変化したが、遠江三十三観音霊場に対する人々の信仰が失われることはなかった。明治年間（1868年～1912年）以降も春や秋の彼岸の頃に多数の巡礼者がみられたという。大正年間（1912年～1926年）となっても、秋の彼岸には仏教を崇拝し災厄除を祈願する巡礼者が多数みられたとされる。大正年間（1912年～1926年）に発行された書籍のうち、静岡県を紹介する書籍『靜岡縣大正風土記』や、静岡県小笠郡を紹介する書籍『靜岡縣小笠郡案內』、静岡県榛原郡竹下村に関する書籍『竹下村誌稿』などで、遠江三十三観音霊場が紹介されており、当時としても知られた存在だったようである。
21世紀となって以降も静岡新聞社を通じてガイドブックが発売されるなど、現在でも信仰を集めている。
なお、同じくかつての遠江国を巡る霊場として、遠州三十三観音霊場がある。遠州三十三観音霊場は1984年（昭和59年）5月に開創されたものであり、遠江三十三観音霊場とは歴史が異なる。ただし、遠州三十三観音霊場の札所の一部は、遠江三十三観音霊場の札所と重複している。

## 札所

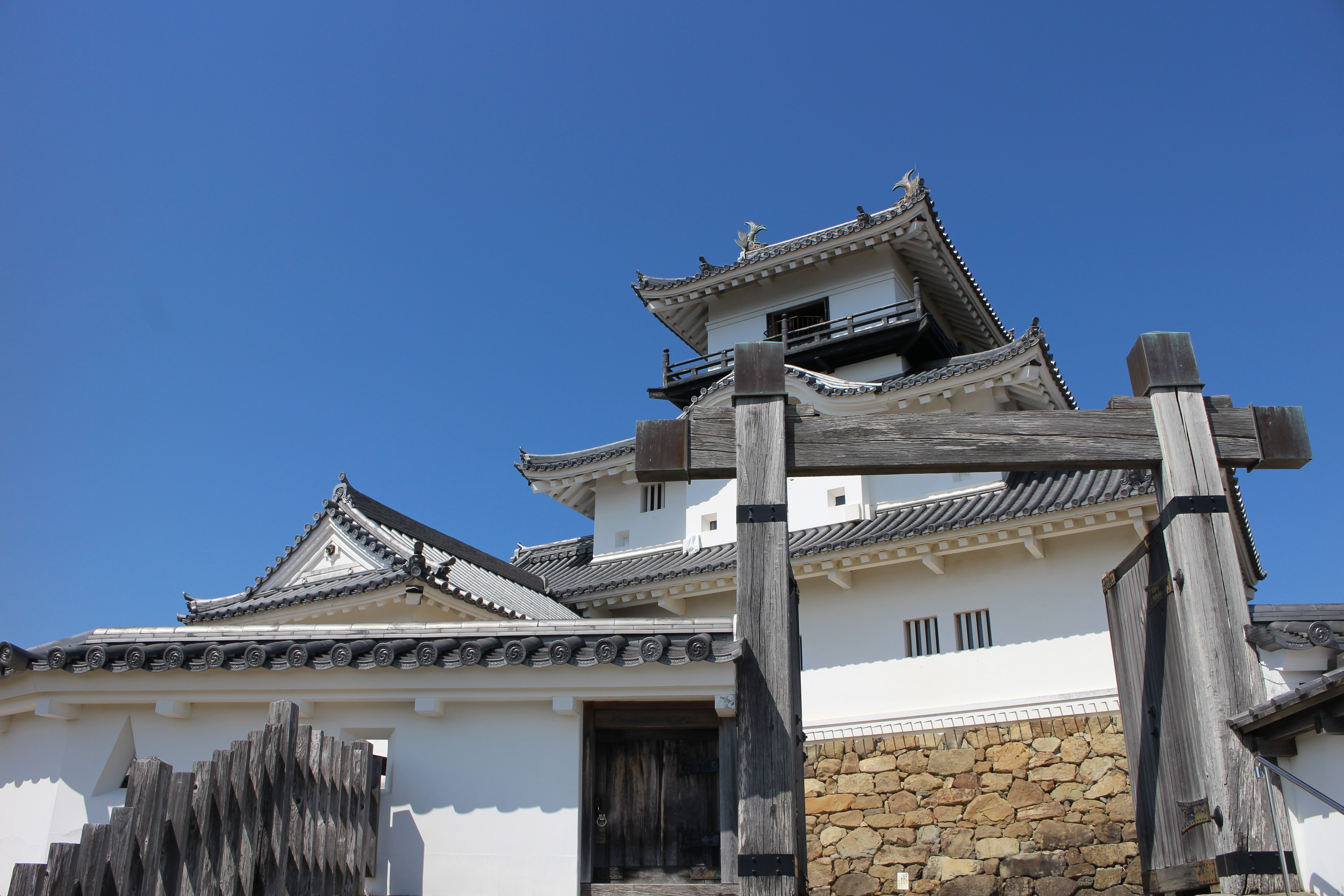
かつて番外一札所の平和観音が所在した掛川城（静岡県掛川市掛川）。のちに平和観音は富士見台霊園（静岡県掛川市下俣）に遷った

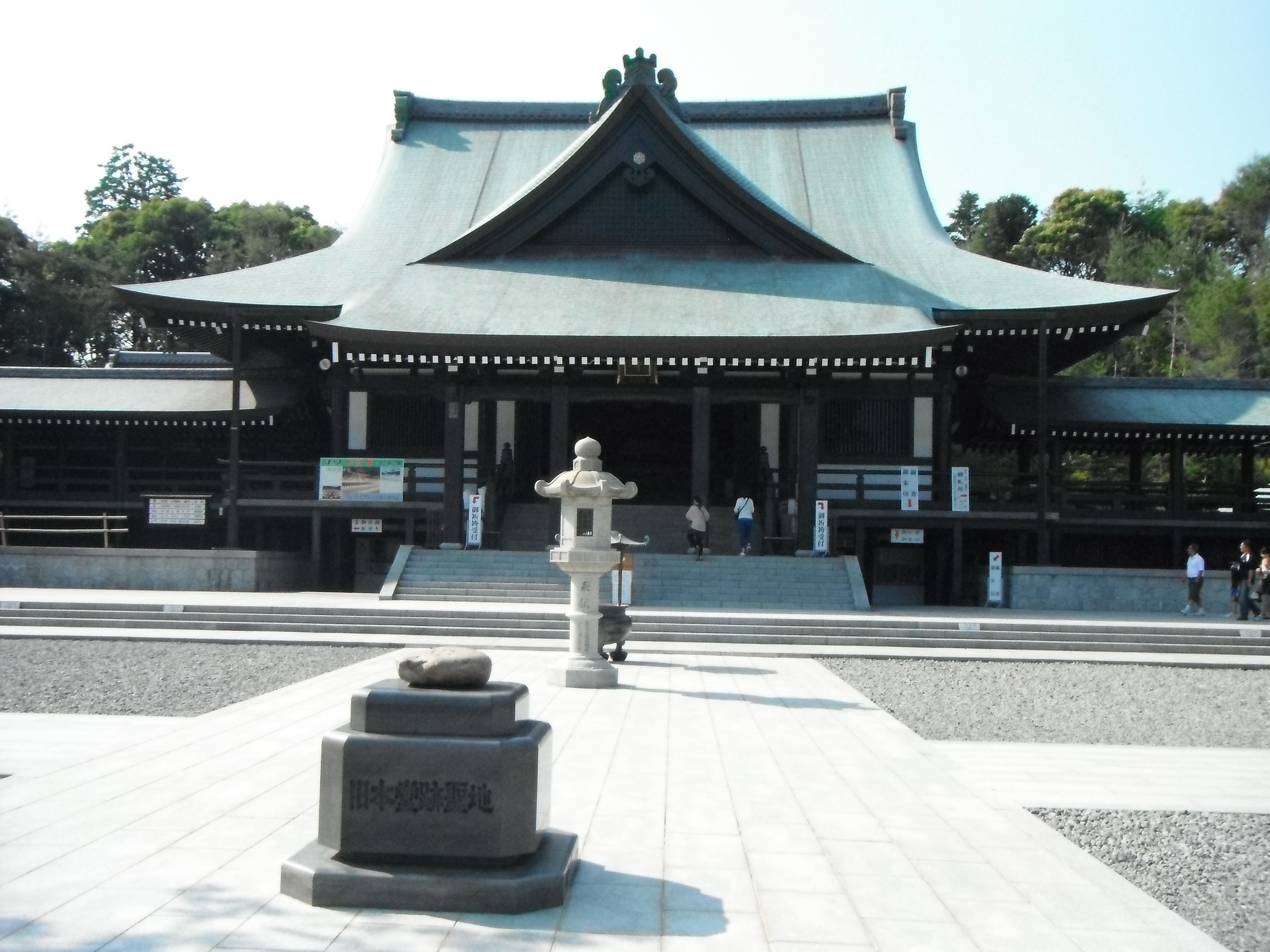
番外六札所の尊永寺（静岡県袋井市豊沢）。境内には第五番札所の北谷寺（静岡県袋井市豊沢）も所在する

遠江三十三観音霊場の札所寺院が定められたのは江戸時代以前とみられているが、のちに所在地が変わっているものもある。また、番外寺院に関してはかなり近年になって制定されたようである。番外寺院であっても札所寺院と同様に御詠歌も遺されているが、なかには一般的な寺院ではないものも含まれている。
番外一 古城山 平和観音
番外一札所は平和観音となっているが、これは富士見台霊園（静岡県掛川市下俣）に祀られている『平和観世音』を指している。岡田良一郎と掛川報徳婦人会が発願し、1907年（明治40年）に『戦勝観世音』として掛川城天守閣跡（静岡県掛川市掛川）に建立されたが、太平洋戦争後に『平和観世音』と改称されたものである。その後、遠江三十三観音霊場の番外一札所に定められた。しかし、掛川城の天守閣復元工事にともない、掛川城から富士見台霊園に遷された。したがって、一般的な寺院とは異なっている。なお、山号のように「古城山」と称されているが、これは掛川城に祀られていた頃に付けられたため、現在は御詠歌を唱える際に「古城山」の部分を省略するという。
番外二 福寿観音
番外二札所は福寿観音となっているが、これは庵山（静岡県周智郡森町森）に祀られている『庵山の観音像』を指している。鈴木藤三郎を施主として1907年（明治40年）9月に『延寿観世音像』として建立され、のちに『福寿観世音像』に改称された。したがって、これも一般的な寺院とは異なる。
番外四 丸山観音
番外四札所は丸山観音となっているが、これは近江ヶ谷池（静岡県掛川市中方）付近に祀られている祠を指している。昭和に入ってから祠に祀られたという。
番外六 法多山 尊永寺
番外六札所は尊永寺（静岡県袋井市豊沢）となっている。なお、第五番札所も法多山であるが、第五番札所はあくまで尊永寺の寺中にある北谷寺（静岡県袋井市豊沢）を指しており、尊永寺としては番外六札所となっている。

## 札所寺院・番外寺院一覧
| 遠江三十三観音霊場 | 遠江三十三観音霊場 | 遠江三十三観音霊場 | 遠江三十三観音霊場 | 遠江三十三観音霊場   | 遠江三十三観音霊場   |
| 番                 | 山号               | 院号寺号等         | 宗派               | 札所本尊             | 所在地               |
| ------------------ | ------------------ | ------------------ | ------------------ | -------------------- | -------------------- |
| 1                  | 一澤山             | 結縁寺             | 曹洞宗             | 聖観世音菩薩         | 静岡県掛川市結縁寺   |
| 2                  | 保福山             | 常楽寺             | 曹洞宗             | 聖観世音菩薩         | 静岡県掛川市下俣南   |
| 3                  | 東陽山             | 長谷寺             | 曹洞宗             | 十一面観世音菩薩     | 静岡県掛川市長谷     |
| 4                  | 鶏足山             | 正法寺内新福寺     | 曹洞宗             | 十一面観世音菩薩     | 静岡県掛川市高御所   |
| 4                  | （曽我山）         | 正法寺内新福寺     | 曹洞宗             | 十一面観世音菩薩     | 静岡県掛川市高御所   |
| 5                  | 法多山             | 尊永寺内北谷寺     | 真言宗             | 聖観世音菩薩         | 静岡県袋井市豊沢     |
| 6                  | 篠谷山             | 岩松寺             | 真言宗             | 聖観世音菩薩         | 静岡県袋井市浅羽     |
| 7                  | 福聚山             | 慈眼寺             | 曹洞宗             | 聖観世音菩薩         | 静岡県袋井市掛之上   |
| 8                  | 月見山             | 観正寺             | 曹洞宗             | 六観世音菩薩         | 静岡県袋井市下山梨   |
| 9                  | 岩室山             | 清瀧寺             | 真言宗             | 聖観世音菩薩         | 静岡県磐田市岩室     |
| 10                 | 八形山             | 安住院蓮華寺       | 天台宗             | 聖観世音菩薩         | 静岡県周智郡森町森   |
| 11                 | 安養山             | 西楽寺内観音寺     | 真言宗             | 十一面観世音菩薩     | 静岡県袋井市春岡     |
| 12                 | 神宮山             | 長源庵山崎         | 曹洞宗             | 如意輪観世音菩薩     | 静岡県掛川市寺島     |
| 13                 | 大尾山             | 顕光寺             | 真言宗             | 千手観世音菩薩       | 静岡県掛川市居尻     |
| 14                 | 瑞霧山             | 大雲院内知蓮寺     | 曹洞宗             | 聖観世音菩薩         | 静岡県掛川市上垂木   |
| 15                 | 五台山             | 文殊寺内浄円寺     | 曹洞宗             | 十一面観世音菩薩     | 静岡県掛川市初馬     |
| 16                 | 龍洞山             | 真昌寺             | 曹洞宗             | 馬頭観世音菩薩       | 静岡県掛川市水垂     |
| 17                 | 日林山             | 天養院             | 曹洞宗             | 聖観世音菩薩         | 静岡県掛川市宮脇     |
| 18                 |                    | 新福寺             | 曹洞宗             | 十一面観世音菩薩     | 静岡県掛川市逆川     |
| 19                 | 明照山             | 慈明寺             | 曹洞宗             | 聖観世音菩薩         | 静岡県掛川市小原子   |
| 20                 | 子安山             | 観音寺             | 曹洞宗             | 如意輪観世音菩薩     | 静岡県掛川市伊達方   |
| 21                 | 宝聚山             | 相伝寺内光善寺     | 浄土宗             | 聖観世音菩薩         | 静岡県掛川市日坂     |
| 22                 | 天王山             | 観泉寺内長福寺     | 曹洞宗             | 千手千眼観世音菩薩   | 静岡県掛川市東山     |
| 23                 | 無間山             | 観音堂             | 曹洞宗             | 十一面千手観世音菩薩 | 静岡県掛川市日坂     |
| 23                 | 龍谷山             | 常現寺内観音寺     | 曹洞宗             | 十一面千手観世音菩薩 | 静岡県掛川市日坂     |
| 24                 | 岩崎山             | 観音寺             | 曹洞宗             | 十一面観世音菩薩     | 静岡県島田市志戸呂   |
| 25                 | 松島山             | 岩松寺             | 曹洞宗             | 聖観世音菩薩         | 静岡県島田市菊川     |
| 26                 | 杖操山             | 妙国寺             | 曹洞宗             | 十一面観世音菩薩     | 静岡県島田市神谷城   |
| 27                 | 瀧生山             | 永寳寺内慈眼寺     | 真言宗             | 十一面観世音菩薩     | 静岡県菊川市西方     |
| 27                 | 瀧生山             | 永寳寺内慈眼寺     | 真言宗             | 聖観世音菩薩         | 静岡県菊川市西方     |
| 28                 | 拈華山             | 正法寺             | 曹洞宗             | 聖観世音菩薩         | 静岡県菊川市西方     |
| 29                 | 国源山             | 正林寺内磯辺山     | 曹洞宗             | 聖観世音菩薩         | 静岡県菊川市高橋     |
| 30                 | 宝珠山             | 盛岩院内青木山     | 曹洞宗             | 聖観世音菩薩         | 静岡県掛川市岩滑     |
| 31                 | 紅梅山             | 菊水寺             | 曹洞宗             | 千手千眼観世音菩薩   | 静岡県掛川市岩滑     |
| 32                 | 如意輪山           | 今瀧寺             | 真言宗             | 如意輪観世音菩薩     | 静岡県掛川市今滝     |
| 33                 | 佐束山             | 岩井寺             | 真言宗             | 聖観世音菩薩         | 静岡県掛川市岩井寺   |
| 外1                | 古城山             | 平和観音           |                    | 平和観世音菩薩       | 静岡県掛川市下俣     |
| 外2                |                    | 福寿観音           |                    | 福寿観世音菩薩       | 静岡県周智郡森町森   |
| 外3                | 法性山             | 専求院             | 浄土宗             | 聖観世音菩薩         | 静岡県島田市金谷栄町 |
| 外4                |                    | 丸山観音           |                    | 丸山聖観世音菩薩     | 静岡県掛川市中方     |
| 外5                | 千手山             | 普門寺             | 天台宗             | 聖観世音菩薩         | 静岡県掛川市西大渕   |
| 外6                | 法多山             | 尊永寺             | 真言宗             | 正観世音菩薩         | 静岡県袋井市豊沢     |

- 第十八番札所の新福寺には山号がない[20]。
- 第二十三番札所の観音堂と観音寺は纏めて一つの札所として扱われている[8]。
- 第二十七番札所の慈眼寺は本尊が二尊祀られている[21]。
- 番外寺院の一部は通常の寺院ではなく、山号・院号・寺号・宗派等がないものがあるが、「院号寺号等」欄に名称を便宜上記載した。

### 註釈
1. ↑  静岡県小笠郡大東町、大須賀町が掛川市と合併し、新制掛川市が設置されたことから、2005年に小笠郡は消滅した。
2. ↑  静岡県榛原郡竹下村は、島村、志戸呂村、番生寺村、大代村、牛尾村、横岡村、横岡新田、福用村、高熊村、神尾村、牧ノ原の一部と合併し、1889年に五和村が設置された。

## 関連文献
- 『遠江三十三所巡禮記』1845年。NCID BA70215457
- 桐田幸昭著『史跡遠江三十三所観音霊場』桐田栄、1987年。全国書誌番号:89022493
- 竹腰幸夫企画・編著『光と風と観音様と――遠江三十三観音霊場ガイド』遠江三十三観音霊場保存会、2003年。ISBN 4783895759
- 新田愼一・服部光子共著『遠江三十三観音霊場巡りと奉額俳句・奉納連歌解読』新田愼一、2015年。